# Haplodiploidalność

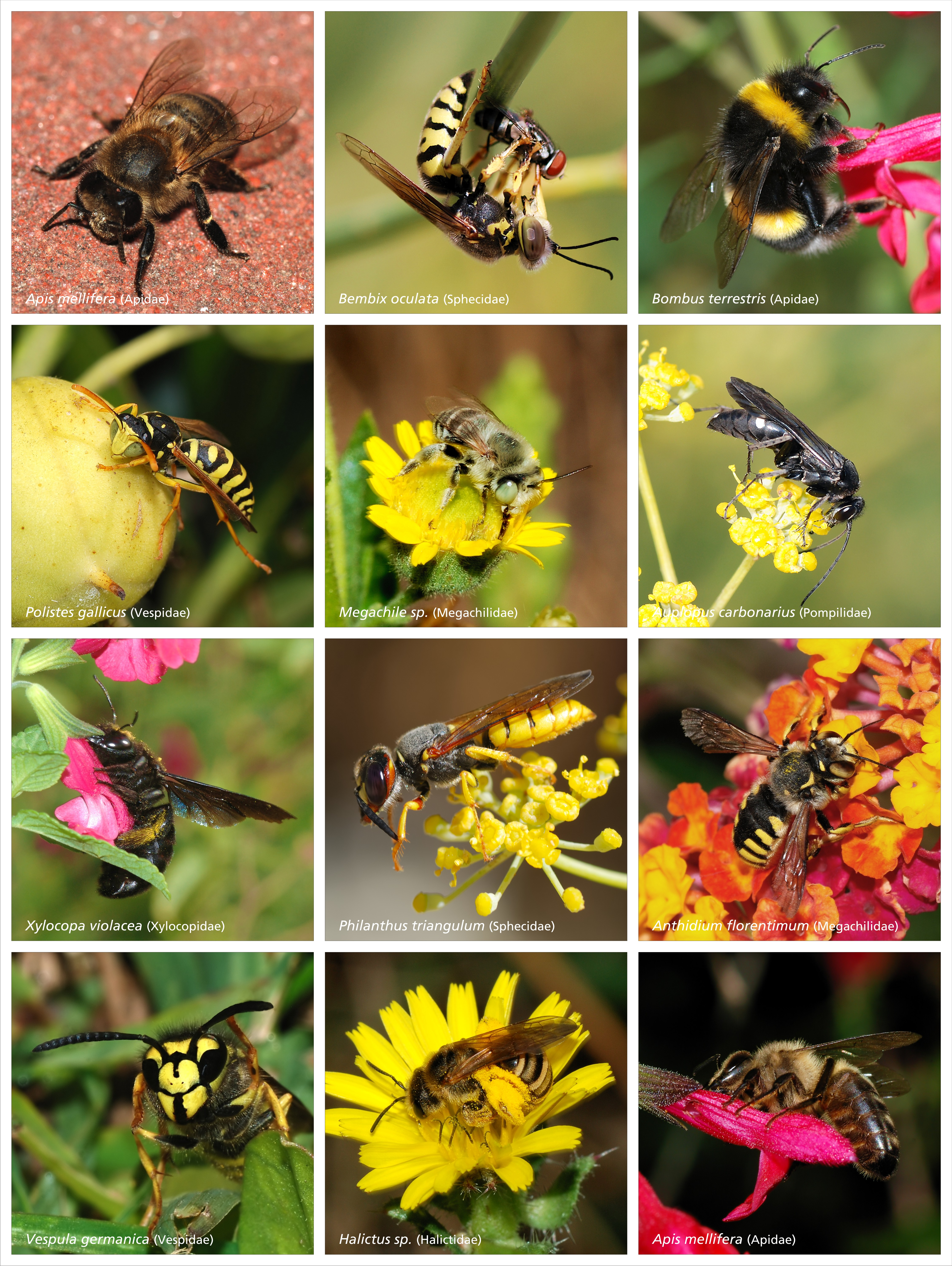
Haplodiploidalny system determinacji płci występuje typowo u pszczół, os i innych błonkoskrzydłych

Haplodiploidalność – system determinacji płci, w którym samce rozwijają się z niezapłodnionych komórek jajowych (są haploidalne), a samice – z jaj zapłodnionych (są diploidalne). Haplodiploidalność określa się czasem mianem arrenotokii.
Haplodiploidalność jest wśród zwierząt rzadka. Determinuje płeć u większości przedstawicieli rzędu błonkoskrzydłych, Coccidae (zdarzają się liczne wyjątki, jak występowanie diploidalnych samców; proporcje płci może też zaburzać bakteria Wolbachia bądź chromosom PSR) oraz wszystkich wciornastków. Rzeczony system determinacji płci sporadycznie występuje też u pluskwiaków Aleyrodidae, przędziorkowatych, chrząszczy (kornikowate) i wrotków. 
Przyjmuje się, że w tym systemie płeć determinuje ilość zestawów chromosomów, jakie otrzymuje osobnik. Potomstwo powstałe na skutek połączenia plemnika i komórki jajowej rozwija się w samice, a jaja niezapłodnione dają początek samcom. Oznacza to, że samce są haploidalne - dysponują połową liczby chromosomów posiadanych przez diploidalne samice.
Haplodiploidalny system determinacji płci ma wiele cech szczególnych. Żaden samiec nie może mieć syna, zazwyczaj też nie ma ojca. Ma jednak dziadka i może mieć męskich wnuków. Co więcej, jeśli w kolonii owadów eusocjalnych występuje tylko jedna królowa i jeśli tylko raz w życiu dane jest jej połączyć się z samcem, to będące jej potomkami robotnice – diploidalne samice – cechują się stopniem spokrewnienia 0,75, podczas gdy ich pokrewieństwo w stosunku do matki wynosi średnio 0,5. Oznacza to, że robotnice w monogamicznej kolonii z jedną królową są ze sobą znacznie bliżej spokrewnione, niż w innych systemach determinacji płci, gdzie rodzeństwo dzieli ze sobą połowę rozpatrywanych genów. Dlatego robotnicom bardziej opłaca się im dbać o potomstwo (córki) własnej matki (królowej) niż o swoje własne. Jest to sytuacja zgodna z przewidywaniami koncepcji doboru krewniaczego, wyjaśniającej m.in. ewolucję zachowań altruistycznych i społecznych. Jednakże czy sama haplodiploidalność utorowała drogę eusocjalności, pozostaje ciągle przedmiotem debaty.
Inną cechą haplodiploidalności jest szybkie usuwanie z puli genowej szkodliwych, w tym letalnych, alleli, gdyż będą one musiały ulegać ekspresji u wszystkich samców, które je odziedziczą, a ich negatywne efekty będą obniżały dostosowanie tych samców (lub, w przypadku alleli letalnych, powodowały śmierć ich nosicieli).
Haplodiploidalność nie jest tożsama z systemem determinacji płci X0. Haploidalny samiec ma tylko połowę ilości chromosomów, posiadanej przez diploidalną samicę, dotyczy to także autosomów. W systemie determinacji płci X0 samce i samice mają taką samą ilość autosomów, różnica dotyczy chromosomów płciowych: samica ma 2 chromosomy X, a samiec tylko 1.

## Mechanizmy
Zaproponowano kilka mechanizmów genetycznych haplodiploidalnej determinacji płci. Najczęściej przywoływany model to model alleli komplementarnych. Zgodnie z nim płeć zależy od tego, czy allele w danym locus, determinującym płeć, są komplementarne czy nie. Jeśli osobnik jest heterozygotą w tym locus, rozwija się w samicę, podczas gdy hemizygota lub homozygota rozwija się w samca. Innymi słowy, z jaj zapłodnionych rozwinie się potomstwo diploidalne, które da zazwyczaj początek samicom, podczas gdy haploidy dające początek samcom powstaną z jaj niezapłodnionych. Samce diploidalne pojawiają się, jeśli oba allele w rozpatrywanym locus są identyczne, co potwierdzono w licznych badaniach laboratoryjnych. Liczbę alleli w locus płci oszacowano na 9 do 86. Diploidalne samce błonkówek są zazwyczaj bezpłodne, czasem mają obniżoną żywotność, w niektórych przypadkach wytwarzają diploidalne plemniki, co prowadzi do powstawania triploidalnego, bezpłodnego potomstwa. Jako że w systemie haplodiploidalnym matka i jej synowie dzielą te same geny, gatunki takie są szczególnie podatne na negatywne skutki chowu wsobnego. Związany z nim jest wzrost homozygotyczności w populacji, w szczególności zmniejszenie liczbę odmiennych alleli płciowych powoduje, że w populacji zaburzeniu ulega proporcja płci,  zwiększać się może odsetek diploidalnych samców. W naturalnej populacji Ancistrocerus antilope stwierdzono, że diploidalne samce stanowią ponad 90% osobników tej płci.
Po kopulacji każda płodna samica błonkoskrzydłych przechowuje nasienie w spermatece, rodzaju zbiorniczka wewnątrz jej ciała. Kontroluje ona uwalnianie nasienia z tego narządu. Jeśli uwalnia nasienie na komórkę jajową przechodzącą przez jajowód, jajo ulega zapłodnieniu. 
Społeczne pszczoły, osy i mrówki potrafią modyfikować proporcje płci w kolonii. Królowa może kontrolować płeć składanych jaj, decydując, jaką część składanych jaj zapłodnić plemnikami przechowywanymi w drogach rodnych – zasadniczo jej dostosowanie jest maksymalne, gdy inwestuje tyle samo w córki, co i w synów. Jednak dostosowanie jej córek robotnic będzie największe, gdy 75% potomstwa zdolnego do reprodukcji będzie samicami. Robotnice również wpływają na proporcje płci w potomstwie ich matki, powstrzymując się od karmienia larw osobników męskich i wpływając na to, które larwy żeńskie rozwiną się w królowe, a które w robotnice – poprzez zróżnicowane karmienie larw. U innych błonkoskrzydłych, wiodących samotniczy tryb życia, samica składa niezapłodnione jaja męskie na gorszych źródłach pożywienia, a zapłodnione jaja żeńskie na obfitszych, prawdopodobnie z uwagi na większy wpływ niedoborów na samice na wczesnym etapie życia. Manipulacja proporcjami płci spotykana jest również u haplodiploidalnych przedstawicieli Curculionidae, składających więcej jaj męskich, gdy szanse samców na rozprzestrzenienie się i połączenie z samicami z innych obszarów są większe.

## Determinacja płci na przykładzie pszczoły miodnej
W przypadku pszczoły miodnej samce (trutnie) pochodzą wyłącznie od królowej, będącej matką ich wszystkich. Jest ona diploidalna (2n), posiada 32 chromosomy. Haploidalne (1n) trutnie mają 16 chromosomów. Wszystkie wytwarzane przez nie plemniki zawierają identyczną informację genetyczną. Genom samców pochodzi wyłącznie od ich matki, podczas gdy geny samicy pochodzą w połowie od matki, w połowie od ojca. Jeśli więc królowa połączy się z jednym tylko trutniem, każde dwie z jej córek dzielą średnio 3/4 genów. O ile w trakcie wytwarzania gamet materiał genetyczny diploidalnej królowej ulega rekombinacji (crossing-over), to informacja genetyczna ojca dziedziczona jest bez zmian. 
Zdarzają się rzadko diploidalne larwy męskie. Zjawisko takie obserwuje się zazwyczaj, gdy chów wsobny pomiędzy bratem a siostrą obejmuje ponad dwa pokolenia. Płeć u pszczoły miodnej determinuje w rzeczywistości pojedynczy locus, nazywany csd (complementary sex determiner). U rozwijających się pszczół w przypadku osobników heterozygotycznych pod względem tego loci organizm rozwija się w samicę. Jeśli jest on jednak homozygotą bądź hemizygotą pod względem rzeczonego genu, rozwinie się w samca. Homozygota csd przekształci się więc w diploidalnego samca. Jednak diploidalne samce nie dożywają wieku dorosłego, jako że robotnice zajmujące się potomstwem pożerają larwy będące diploidalnymi samcami.
Feromony emitowane przez królową powodują, że robotnice są sterylne, nawet gdy robotnicy uda się złożyć niezapłodnione jajo, to zostanie ono zjedzone przez inne robotnice. Wynika to z tego, że haplodiploidalny system determinacji płci zwiększa dostosowanie robotnic na drodze doboru krewniaczego. Jako że robotnica jest bliżej spokrewniona z córkami królowej (a więc swymi siostrami), niż ze swym własnym potomstwem i z potomstwem sióstr, pomoc w przetrwaniu zdolnemu do reprodukcji potomstwu królowej zapewnia większe rozprzestrzenianie się własnych genów, niż bezpośredni rozród.

## Stopień spokrewnienia
Stopień spokrewnienia jest istotny dla oceny korzyści i strat związanych z pomocą, jaką osobnik udziela krewniakom (zasada Hamiltona).
W przypadku zwykłego rozmnażania płciowego ojciec ma dwa zestawy chromosomów i crossing over zachodzi pomiędzy chromatydami w obrębie danej pary chromosomów podczas podziału mejotycznego, w wyniku którego powstają plemniki. W efekcie plemniki różnią się od siebie materiałem genetycznym – na każdym ich chromosomie w różnych loci mogą się znaleźć niejednakowe allele. Jeśli jednak ojciec jest haploidalny, każdy jego plemnik zawiera te same geny (o ile nie zaszła mutacja w komórkach linii płciowej). Jeśli więc samica kopulowała z jednym samcem, wszystkie jej córki będą miały ten sam zestaw genów na chromosomach pochodzących od wspólnego ojca. Samce błonkoskrzydłych produkują zwykle zapas nasienia, który wystarcza samicom na całe życie po pojedynczej kopulacji.
Stopień spokrewnienia w przypadku haplodiploidalności przy założeniu tylko jednej kopulacji samicy podaje poniższa tabela.
| Płeć   | Córka | Syn | Matka | Ojciec | Siostra rodzona | Brat rodzony |
| ------ | ----- | --- | ----- | ------ | --------------- | ------------ |
| Samica | 1/2   | 1/2 | 1/2   | 1/2    | 3/4             | 1/4          |
| Samiec | 1     | N/A | 1     | N/A    | 1/2             | 1/2          |

Uważa się, że system haplodiploidalny (i dobór krewniaczy) mogły sprzyjać rozwojowi eusocjalności u błonkoskrzydłych, choć w dalszym ciągu jest to kwestia wokół której toczą się debaty.